# Uncinocythere stubbsi
Uncinocythere stubbsi är en kräftdjursart som beskrevs av Hobbs och Walton 1966. Uncinocythere stubbsi ingår i släktet Uncinocythere och familjen Entocytheridae. Inga underarter finns listade i Catalogue of Life.